# Crossocheilus
Genre
Crossocheilus est un genre de poissons téléostéens d'eaux douces ou saumâtre de la famille des Cyprinidae (ordre des Cypriniformes). Les espèces de ce genre se rencontrent en Asie dont la Chine, l'Inde, l'Indonésie, la Malaisie et la Thaïlande.
Ces poissons sont présents dans différents types d'habitat mais souvent dans les rivières au débit rapide et au fond rocheux.

## Liste des espèces
Selon World Register of Marine Species (25 février 2024) :
- Crossocheilus atrilimes Kottelat, 2000
- Crossocheilus burmanicus Hora, 1936
- Crossocheilus caudomaculatus (Battalgil, 1942)
- Crossocheilus cobitis (Bleeker, 1854)
- Crossocheilus diplochilus (Heckel, 1838)
- Crossocheilus elegans Kottelat & Tan, 2011
- Crossocheilus gnathopogon Weber & de Beaufort, 1916
- Crossocheilus klatti (Kosswig, 1950)
- Crossocheilus langei Bleeker, 1860
- Crossocheilus microstoma Ciccotto & Page, 2017
- Crossocheilus nigriloba Popta, 1904
- Crossocheilus oblongus Kuhl & Van Hasselt, 1823
- Crossocheilus obscurus Tan & Kottelat, 2009
- Crossocheilus periyarensis Menon & Jacob, 1996
- Crossocheilus pseudobagroides Duncker, 1904
- Crossocheilus reticulatus (Fowler, 1934)
- Crossocheilus tchangi Fowler, 1935

## Galerie

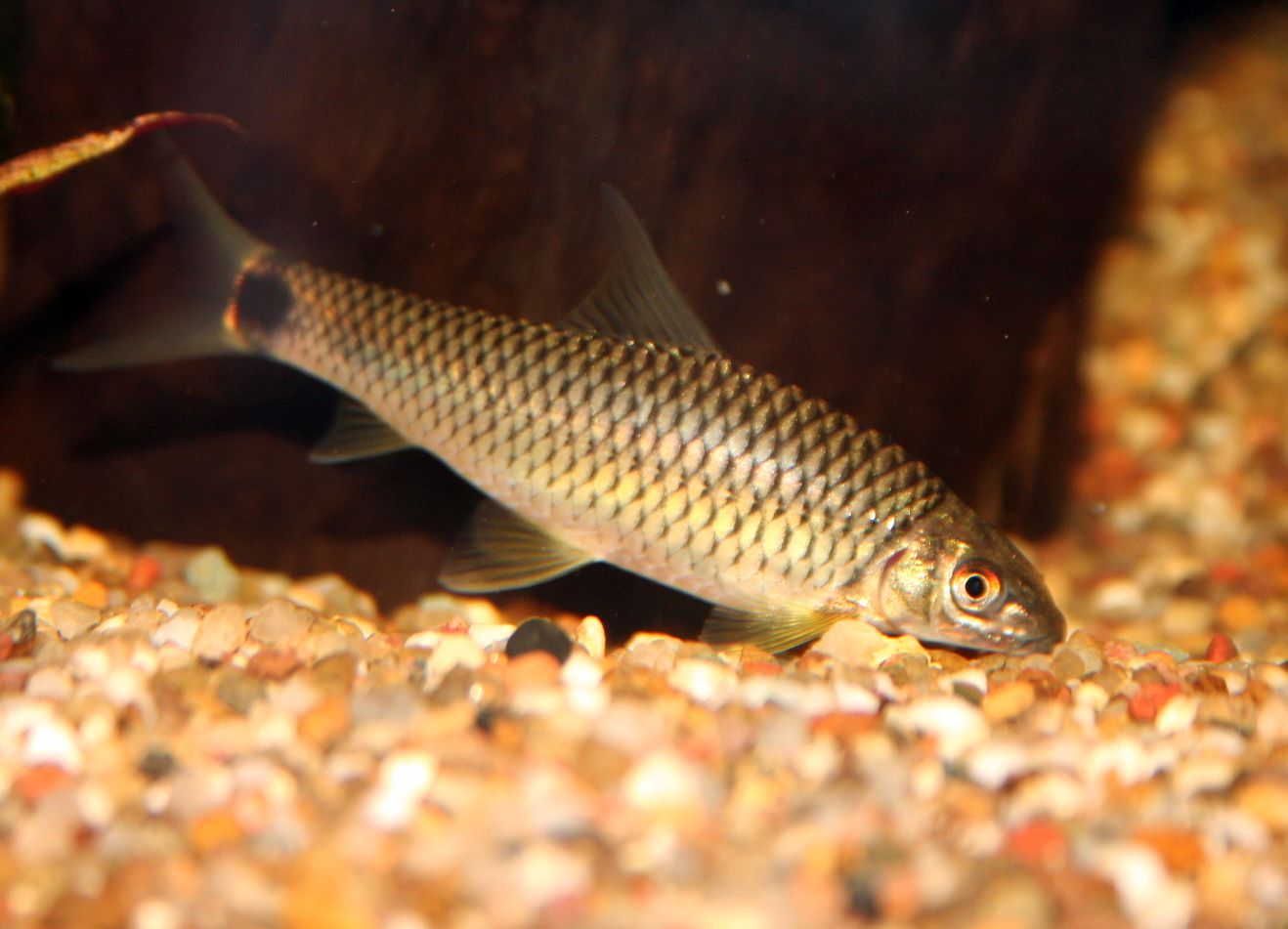
Crossocheilus reticulatus

## Classification
Le nom valide complet (avec auteur) de ce taxon est Crossocheilus Kuhl & van Hasselt, 1823.
Crossocheilus a pour synonymes :
- Corssocheilus
- Crossocheilos
- Crossochilus
- Gonorhynchus McClelland, 1839
- Gonorrynchus
- Holotylognathus Fowler, 1934
- Rhynchana
- Rynchana Richardson, 1845

### Étymologie
Le nom générique, Crossocheilus, dérive du grec ancien κροσσός, krossós, « frange ou pompon », et χεῖλος, cheī́los, « lèvre », et fait référence à la lèvre supérieure frangée de l'espèce Crossocheilus oblongus